# Ficus trichocarpa
Ficus trichocarpa är en mullbärsväxtart som beskrevs av Carl Ludwig von Blume. Ficus trichocarpa ingår i släktet fikonsläktet, och familjen mullbärsväxter. Inga underarter finns listade i Catalogue of Life.